# Acatic
Acatic – miasto w Meksyku, w stanie Jalisco, około 50 km na wschód od stolicy stanu – Guadalajary. Jest siedzibą władz gminy Acatic. Miasto w 2010 r. zamieszkiwało ponad 21 000 osób.